# 愛知県道164号西春停車場線
愛知県道164号西春停車場線（あいちけんどう164ごう にしはるていしゃじょうせん）は、愛知県北名古屋市内を通る一般県道である。

## 概要
名鉄犬山線の西春駅と愛知県道63号名古屋江南線（名草線）を結んでいる。

### 路線データ
- 起点：西春停車場
- 終点：愛知県北名古屋市西之保
- 路線延長：約350 m

## 沿革
- 1959年（昭和34年）12月15日：認定[1]

## 地理

### 交差する道路
- 愛知県道63号名古屋江南線（名草線）（西春駅交差点）

### 沿線
- 名鉄犬山線 西春駅
- 中日信用金庫 西春支店
- 三菱UFJ銀行 西春支店